# Tweet (chanteuse)
Pour les articles homonymes, voir Tweet.
Tweet, de son vrai nom Charlene Keys (née le 21 janvier 1971), est une chanteuse américaine de RnB et neo soul. 

## Collaborations
Elle a collaboré avec de nombreux artistes dont Missy Elliott, Ginuwine, Timbaland, Magoo, Trina, Ms. Jade, Madonna, Mark Ronson, Sean Paul, Monica, Meshell Ndegeocello, Bilal ou Angie Stone.

## Discographie

### Albums
- 2002: Southern Hummingbird (en) - US #3[5]
- 2005: It's Me Again (en) - US #17[5]
- 2016: Charlene (en) #42[5]

### EPs
- 2013: Simply Tweet (en) - US #162[5]

### Singles
- 2002: "Oops (Oh My)"  (featuring Missy Elliott) - US #7[6]; UK #5[7]
- 2002: "Call Me" - US #31[6]; UK #35[7]
- 2002: "Boogie 2nite"[n 1]
- 2002: "Smoking Cigarettes"
- 2003: "Thugman"  (featuring Missy Elliott)
- 2005: "Turn Da Lights Off"  (featuring Missy Elliott) - UK #29[7]
- 2005: "When I Need A Man"
- 2005: "Cab Ride"
- 2008: "Anymore"
- 2013:	"Enough"
- 2015:	"Won't Hurt Me"
- 2016:	"Magic"
- 2016: "Neva Shouda Left Ya"

## Filmographie
- 2002: The Parkers: Kim's 21st Birthday (TV)
- 2003: Honey

## Distinctions
| Année | Prix                   | Catégorie                                | Travail nommé | Résultat   |
| ----- | ---------------------- | ---------------------------------------- | ------------- | ---------- |
| 2003  | Soul Train Music Award | Meilleure nouvelle artiste               | Tweet         | Nomination |
| 2005  | Grammy Awards          | meilleure prestation vocale R&B féminine | Hu-Haul       | Nomination |